# ФК Напредак Пољана
ФК Напредак Пољана је фудбалски клуб из Пољане, град Пожаревац, Србија. Тренутно се такмичи у Међуопштинској лиги Дунав, шестом такмичарском нивоу српског фудбала.

## Историја
ФК Напредак Пољана је, на иницијативу омладинске организације и уз помоћ земљорадничке задруге из Пољане, основан 1955. године мада прва такмичарска сезона је одиграна 1959. године и та година се сматра годином оснивања клуба. Најуспешнија сезона у историји клуба је 1997/98 када се клуб такмичио у лиги Зона Дунав. У клубу је годинама постојала омладинска школа фудбала коју је са великим успехом водио велики спортски радник и бивша легенда клуба Жикица Савић. У сезони 2001/02 млађе категорије ФК Напретка су се такмичиле у регионалној лиги са вршњацима из ФК Сартид Смедерево, ФК Млади Радник Пожаревац, ВГСК Велико Градиште, ФК Слога Петровац на Млави... 
Због недостатка средстава и недовољног ангажовања тадашњих челних људи клуба, омладинска школа је угашена пар година касније, и до данас није обнављана, а већина играча која данас наступа за први тим, своје прве фудбалске кораке направило је управо у омладинској школи фудбала ФК Напретка.

## Поновно активирање клуба
Након сезоне 2002/03 ФК Напредак из Пољане је престао са активним учешћем у фудбалским лигама због лоше финансијске ситуације и недостатка стручног кадра. Клуб је угашен, а играчи су напустили клуб. Клуб је поново покренут и активиран захваљујући неколицини вредних и одговорних људи из села који пре свега воле фудбал. У сезони 2006/07 клуб је поново почео да се такмичи, али овог пута од најнижег ранга такмичења, градске фудбалске лиге града Пожаревца. Враћени су бивши играчи, доведени нови, доста спонзора је дошло у клуб, а за шефа стручног штаба постављен је Станиша "Миша" Андрејић, још једна бивша легенда клуба. У дебитантској сезони клубу је за два бода измакла титула и пласман у виши ранг такмичења. Од 2006/07 па до сезоне 2014/15 клуб је водио жестоку борбу за пласман у међуопштинску лигу и у свакој од тих сезона клуб је био у врху табеле. После доста промена тренера и руководства, клуб је преузело неколико спортских радника који су годинама помагали клуб као љубитељи фудбала. Доведен је нови тренер Горан "Панта" Пантић који је заједно са новом управом уз велика залагања и ангажовања свих људи у клубу, а и ван њега, успео да освоји шампионску титулу у сезони 2014/15 и одведе тим у међуопштинску лигу Дунав.

## Тренутни састав тима
| Бр. |        | Позиција | Играч             |
| --- | ------ | -------- | ----------------- |
| 1   | Србија | Г        | Милош Савић       |
| 2   | Србија | О        | Иван Јаношевић    |
| 3   | Србија | О        | Душан Николић     |
| 4   | Србија | С        | Милош Перић       |
| 5   | Србија | О        | Милан Станковић   |
| 6   | Србија | С        | Дарко Живковић    |
| 7   | Србија | О        | Марко Јевтић      |
| 8   | Србија | С        | Марко Станојевић  |
| 9   | Србија | Н        | Александар Стевић |
| 10  | Србија | С        | Ненад Душановић   |
| 11  | Србија | С        | Драшко Марковић   |
| 12  | Србија | Г        | Немања Јеремић    |
| 13  | Србија | О        | Никола Митровић   |

| Бр. |        | Позиција | Играч                |
| --- | ------ | -------- | -------------------- |
| 14  | Србија | О        | Марко Миладиновић    |
| 15  | Србија | Н        | Милош Јовић          |
| 16  | Србија | О        | Младен Јустиновић    |
| 17  | Србија | Н        | Никола Андрејић      |
| 18  | Србија | С        | Немања Симић         |
| 19  | Србија | О        | Јован Срејић         |
| 20  | Србија | О        | Игор Тодоровић       |
| 22  | Србија | Г        | Саша Душановић       |
| 23  | Србија | С        | Владимир Живадиновић |
| 24  | Србија | Н        | Горан Богосављевић   |
| 25  | Србија | О        | Никола Новаковић     |